# Jostein Grindhaug
Jostein Grindhaug (Åkra, 20 februari 1973) is een voormalig Noors voetballer die na zijn actieve loopbaan het trainersvak instapte. Hij is sinds 2009 de hoofdcoach van de Noorse eersteklasser FK Haugesund, de club die hij ook als speler jarenlang diende en die onder zijn leiding in 2009 promoveerde naar de Tippeligaen.